# Сафаров, Орхан Ильхам оглы
Орхан Ильхам оглы Сафаров (азерб. Orxan Səfərov; род. 10 августа 1991, Ленкорань) — азербайджанский дзюдоист, выступающий в весовой категории до 60 и до 66 кг, чемпион Европы 2020 года, чемпион Азербайджана (2012), призёр чемпионатов Европы, мира и Европейских игр. В мировом рейтинге на май 2016 года — 1-й. Лучший спортивный деятель 2013 года.

## Биография
Орхан Сафаров родился 10 августа 1991 года. В 2009 году занял второе место на юношеском чемпионате Азербайджана.
В 2011 году в категории до 60 кг стал победителем на Кубке Европы среди взрослых в Стамбуле. В мае 2012 года на Гран При в Баку взял бронзовую медаль. В октябре 2012 года Сафаров становится чемпионом Азербайджана. В ноябре этого же года стал бронзовым призёром чемпионата Европы среди дзюдоистов до 23 лет, проходившем в Праге.
В 2013 году Сафаров впервые принял участие на чемпионате мира среди взрослых, проходившем в бразильском городе Рио-де-Жанейро. Выступая в сетке D, в первом раунде он одержал победу над российским дзюдоистом Бесланом Мудароновым, в четфертьфинале победил американца Николоса Коссора, в полуфинале — израильского спортсмена Томми Аршанский но уступил в финале корейскому спортсмену. В утешительном раунде Орхан Сафаров победил казахстанского дзюдоиста Елдоса Сметова, в матче за бронзовую медаль — дзюдоиста из Грузии Амирана Папинашвили, занимавшего на июль 2012 года 1-е место в мировом рейтинге. В этом же году Сафаров взял второе место в национальном чемпионате.
В 2014 году принял участие в чемпионате Европы, где занял 5-е место. В 2015 году завоевал серебряную медаль I Европейских игр в Баку, проиграв в финале российскому спортсмену Беслану Мудранову. 29 июня Сафаров за высокие достижения на I Европейских играх и большие заслуги в развитии спорта в Азербайджане был награждён орденом «За службу Отечеству» 2-й степени
В 2016 году стал вице-чемпионом Европы. В этом же году занял 5-е место на летних Олимпийских играх 2016 в Рио-де-Жанейро, проиграв в полуфинале спортсмену из Казахстана Елдосу Сметову, затем в схватке за 3-е место японцу Наохиса Такато.
В 2017 году стал бронзовым призёром чемпионата Европы и победителем Исламских игр солидарности в Баку. В этом же году стал серебряным призёром чемпионата мира. На пути к финалу Сафаров победил таких призёров Олимпиады 2016 в Рио, как Елдос Сметов и Диёрбек Урозбоев, в финале же уступил японцу Наохиса Такато, которому проиграл в Рио.
В 2020 году на чемпионате Европы в ноябре в чешской столице, Орхан смог завоевать чемпионский титул. В финале он победил спортсмена из Израиля Таля Фликера.
На второй для себя Олимпиаде-2020, проводившейся в Токио, Орхан Сафаров в первой же схватке уступил Ерлану Серикжанову из Казахстана. Орхан проводил свою первую встречу осторожно и основное время не выявило победителя, в дополнительное же время Сафаров попался на контратаку и проиграл.
В феврале 2023 года на турнире Большого шлема (Израиль) завоевал серебряную медаль.